# William J. Howell
William J. Howell (Washington D. C., Estados Unidos, 8 de mayo de 1943) es un político estadounidense miembro del Partido Republicano de los Estados Unidos. Es el actual portavoz de la Cámara de Delegados de Virginia. Fue elegido a la cámara en 1988 y elegido portavoz en 2003.
Se graduó en Administración de Empresas en la Universidad de Richmond en 1964, y obtuvo un doctorado en la Universidad de Virginia, en 1967.
Se casó con su mujer, Cecelia Joy Stump, en junio de 1966. Tuvieron dos hijos: William Franklin Howell, y Leland Jackson Howell. También tienen siete nietos: William, Maggie, Cecelia, Jackson, Ann, Marshall, y Catherine. 
Elegido primeramente delegado en 1987, representa a los residentes del 28.º distrito, el cual incluye zonas del Condado de Stafford y la ciudad de Fredericksburg.
- Datos: Q8013249
- Multimedia: William J. Howell / Q8013249